# (72505) 2001 DP69
(72505) 2001 DP69 – planetoida z pasa głównego asteroid okrążająca Słońce w ciągu 3,71 lat w średniej odległości 2,4 j.a. Została odkryta 19 lutego 2001 roku w programie LINEAR.